# Sesto (Trácia)
Sesto (em grego: Σηστός; romaniz.: Sestós; em latim: Sestus) foi uma antiga cidade grega situada na margem ocidental do trecho mais estreito do Helesponto (o atual estreito de Dardanelos, que liga o mar Egeu ao mar de Mármara). Foi a principal cidade do Quersoneso da Trácia (designação antiga da atual península turca de Galípoli) e situava-se em frente à cidade de Abidos, a nordeste de Mádito e a leste do cabo Sestias.
Segundo a tradição, foi uma colónia eólia, fundada por naturais de Lesbos, provavelmente no século VII a.C. Durante vários séculos foi o local mais usado para ir da Europa para a Ásia Menor, até que os romanos mudaram as travessias para Galípoli (atual Gelibolu). O geógrafo grego Estrabão, citando a Ilíada,, escreveu que a região fazia parte do sétimo distrito dinástico de Troia, que abarcava a área entre o rio Esepo e a cidade de Abidos, e chamou troianos aos habitantes da região, porque todos os territórios em redor de Abidos estavam sob o domínio de Asio, descendente de Hirtaco, que além desta cidade e de Sesto, dominava Arisba, Percote e Practio.
Sesto é famosa sobretudo pela lenda de Hero e Leandro, cuja protagonista morava na cidade, numa torre sobre o mar. Os poucos vestígios físicos da antiga cidade encontram-se a nordeste de Eceabat e a sudeste de Bigalı.

## História
Heródoto descreveu Sesto como a praça-forte mais segura da região. Segundo Teopompo, era pequena mas muito fortificada e estava ligada ao porto por muralhas com dois plethros (61 metros [de altura?]) O orador Pitolau chamou a Sesto o celeiro do Pireu, referindo-se à importância para Atenas da importação de cereais da região do Ponto.
Sesto só começou a cunhar moeda aproximadamente em 300 a.C.[carece de fontes?]
Em 480 a.C., o exército do xá aquemênida Xerxes I atravessou o estreito usando duas pontes de barcas, que depois ficaram conhecidos como "pontes de barcas de Xerxes". Depois da Batalha de Mícale (479 a.C.), os atenienses quiseram recuperar o Quersoneso da Trácia e cercaram Sesto, onde o exército persa se tinha fortificado, mas não estava bem preparado para se defender. A importância de Sesto para os atenienses devia-se à sua situação estratégica, que permitia controlar a rota comercial do trigo proveniente das planícies cerealíferas da Ucrânia. A guarnição persa resistiu durante meses ao assédio, até que o exército ateniense comandado por Xantipo logrou entrar na cidade na primavera de 478 a.C., quando a fome provocou a revolta dos habitantes. O governador persa Artaíctes e a maior parte dos persas fugiram de noite e os habitantes abriram as portas da cidade. Essa derrota levou a que a guarnição persa de Sesto se rendesse e que a influência persa no Helesponto fosse significativamente reduzida. O controlo do Helesponto permitiu que o acesso do exército persa ao continente grego fosse impedido ao mesmo tempo que era restabelecido o comércio ateniense com o mar Negro com portos como Bizâncio.[carece de fontes?]

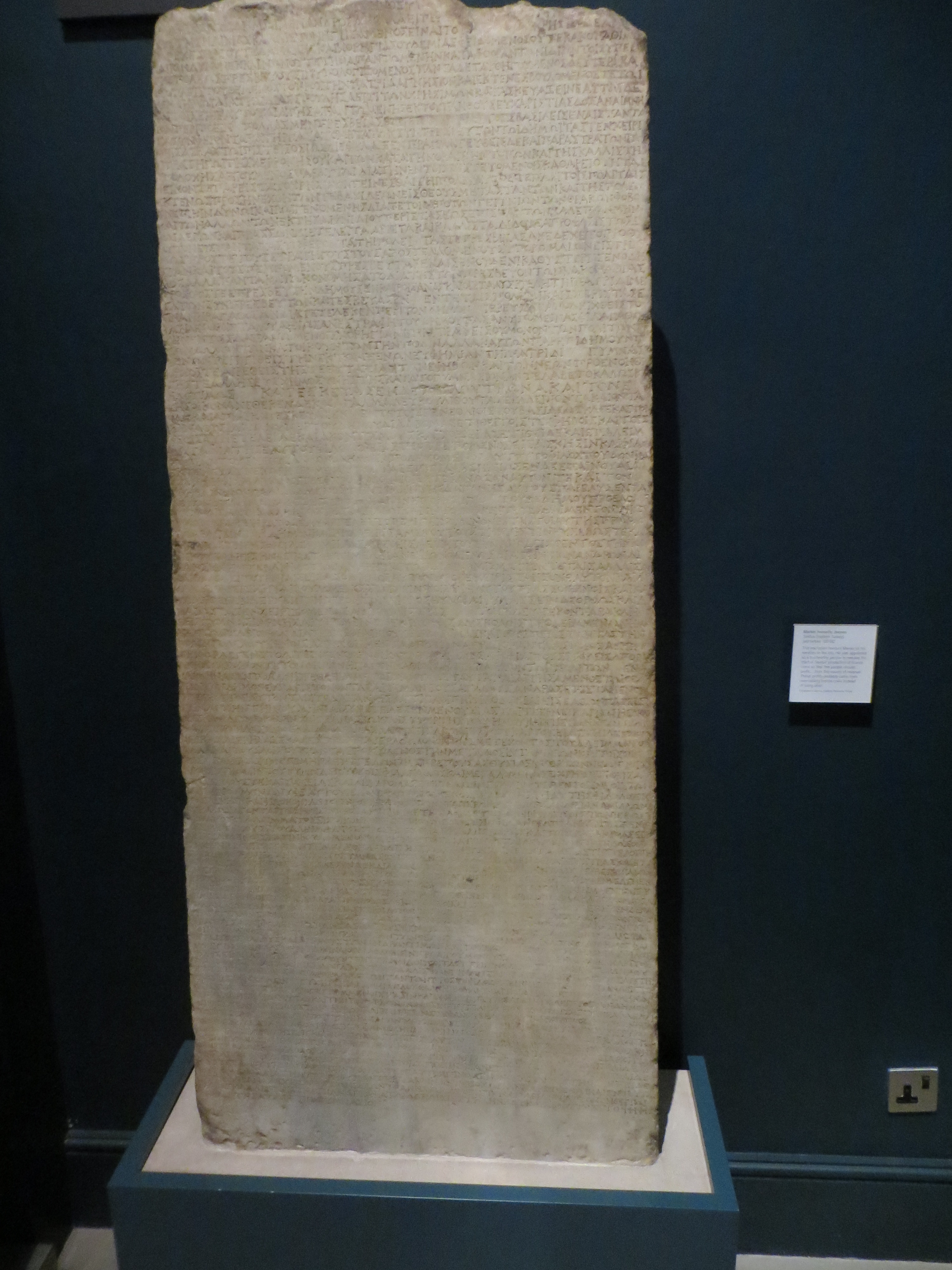
Inscrição com um decreto de Sesto, no Museu Britânico

Sesto figura nos registos da Liga de Delos como pólis tributária desde 446/445 a.C. e é mencionada em inscrições, juntamente com Alopeconeso, como tendo sido uma base da frota confederada que patrulhava as águas do Helesponto. Permaneceu nessa liga, liderada por Atenas, até à Batalha de Egospótamos (405 a.C.). Lisandro, o general espartano que derrotou os atenienses nessa batalha, marchou contra os sobreviventes que conseguiram refugiar-se em Sesto, tomou a cidade e deixou partir os refugiados devido a um acordo, Em consequência da derrota de Atenas na Guerra do Peloponeso, Sesto e outras cidades do Quersoneso passaram a ser aliadas de Esparta, que por sua vez era aliada dos persas.[carece de fontes?]
8Quando rebentou a guerra entre Esparta e o Império Aqueménida, Sesto tomou o partido dos espartanos e recusou-se a obedecer à ordem de Farnabazo II (sátrapa persa da Frígia helespôntica) de expulsar a guarnição lacedemónia. Isso foi aproveitado em 393 a.C., durante a Guerra de Corinto, pelo estratego ateniense Conão para levantar um cerco à cidade, que não foi bem sucedido.
Em 387 a.C., Sesto recuperou a independência nos termos do acordo de Paz de Antálcidas, que pôs termo à Guerra de Corinto, mas pouco tempo depois os persas voltaram a impor o seu domínio. Quando a cidade volta a ser mencionada nas fontes históricas, encontrava-se sob a alçada do sátrapa Ariobarzanes (368–330 a.C), que estava em guerra com Cotis, rei dos trácios odrísios. Este cercou Sesto em 365 a.C., mas teve que levantar o cerco quando chegaram as forças unidas do estratego anteniense Timóteo e do rei espartano Agesilau II.
É possível que devido a esse apoio Ariobarzanes tenha dado Sesto a Atenas, talvez juntamente com mais alguma cidade, mas foi o sucessor de Cotis, Cersobleptes, que entregou todo o Quersoneso Trácio, incluindo Sesto, a Atenas, no ano 357 a.C.[carece de fontes?] No entanto, a cidade recusava a submeter-se a Atenas, pelo que em 353 a.C. os atenienses enviaram Carés para conquistarem a cidade, que foi tomada de assalto e todos os habitantes masculinos foram executados.
Embora não haja menções históricas para o período seguinte, a cidade não deve ter tardado a cair nas mãos dos macedónios. Foi em Sesto que Alexandre, o Grande reuniu as suas tropas para cruzar o Helesponto em direção à Ásia Menor. O rei Filipe V da Macedónia teve que retirar da cidade quando perdeu a Segunda Guerra Macedónica frente à República Romana. A retirada dos macedónios de Sesto foi um dos pedidos feitos ao romanos pelos ródios, a quem interessava o comércio livre em direção ao mar Negro.[carece de fontes?]
Em 191 a.C., durante a guerra romano-síria, Sesto aliou-se a Antíoco III Magno e foi assediada pelo exército romano no ano seguinte, tendo-se rendido. Passou então a ser uma cidade romana. Deve ter desaparecido no fim do Império Romano, com os ataques dos godos.[carece de fontes?]
Em 1810, Byron nadou desde Sesto até Abidos em quatro horas, recriando o feito de Leandro, e depois escreveu um poema sobre Leandro. Este evento é comemorado todos os anos com um encontro de nadadores que fazem a travessia.

## Sítio arqueológico e localização
As ruínas da antiga Sesto localizam-se em Zemenic, perto da localidade de Jalowa e da baía de Ak Bachi Liman. No cimo da colina que dominava o porto de Sesto encontram-se as ruínas da fortaleza bizantina de Zeménia, tomada por tropas otomanas às ordens do bei Orcano I (r. 1281–1359), que, vindas do lado anatólio dos Dardanelos, conseguiram penetrar na parte europeia.